# Easy Tiger
Easy Tiger je deveti studijski album Ryana Adamsa otkad je napustio alt-country grupu Whiskeytown. Album, koji je snimljen u Electric Lady Studios u Greenwich Villageu, objavljen je 25. lipnja 2007. (26. lipnja u Americi) i bio je Adamsov prvi nakon albuma 29 iz 2005., trećeg od tri albuma objavljenih te godine. Kao prateći sastav su se pojavili The Cardinals, dok je Sheryl Crow bila prateći vokal na "Two". Pjesma "Halloweenhead" bila je 45. na popisu 100 najboljih pjesama 2007. Rolling Stonea.
Mnoge od ovih pjesama izvedene su na Adamsovoj turneji po Sjedinjenim Državama i Europi. "Off Broadway" se prvo pojavila na bootlegu The Suicide Handbook, kopmilaciji neobjavljenih demosnimki. "These Girls" prethodno se pojavila na "Hey There, Mrs. Lovely" na Adamsovu neobjavljenom albumu Destroyer iz 2000. Stihovi su djelomično prepravljeni, no glazba je ostala jednaka.
Album je debitirao na 7. mjestu Billboard 200 i postao najprodavaniji Adamsov album u prvom tjednu (61,000). Od prosinca 2007., album je prodan u preko 200 tisuća primjeraka u Americi. Osim toga, album se našao i na ljestvicama u Irskoj, Kanadi, Belgiji, Estoniji i Švicarskoj gdje se Adams nikad nije bio probio na top-ljestvice.

## Popis pjesama
Pjesme su napisali Ryan Adams, Brad Pemberton, Neal Casal i Jon Graboff osim onih drugačije označenih.
1. "Goodnight Rose" – 3:20
2. "Two" (Adams i Pemberton) – 2:39
3. "Everybody Knows" – 2:26
4. "Halloweenhead" (Adams) – 3:23
5. "Oh My God, Whatever, Etc." (Adams i Pemberton) – 2:33
6. "Tears of Gold" – 2:55
7. "The Sun Also Sets" (Adams i Pemberton) – 4:11
8. "Off Broadway" (Adams i Pemberton) – 2:32
9. "Pearls on a String" – 2:25
10. "Rip Off" (Adams i Pemberton) – 3:12
11. "Two Hearts" – 3:03
12. "These Girls" (Adams i Pemberton) – 2:52
13. "I Taught Myself How to Grow Old" (Adams) – 3:21
14. "Nobody Listens to Silence" (Adams) – 3:41
  - Britanska bonus pjesma
15. "Alice" (Adams)
  - Japanska bonus pjesma

## Popis izvođača

### The Cardinals
- Ryan Adams
- Brad Pemberton
- Jon Graboff
- Neal Casal
- Chris "Spacewolf" Feinstein

### Drugi glazbenici
- Jamie Candiloro
- Eric Gorfain
- Daphne Chen
- Leah Katz
- Richard Dodd
- Richard Worn
- Sheryl Crow
- Catherine Popper
- Cindy Cashdollar